# Mula sem cabeça

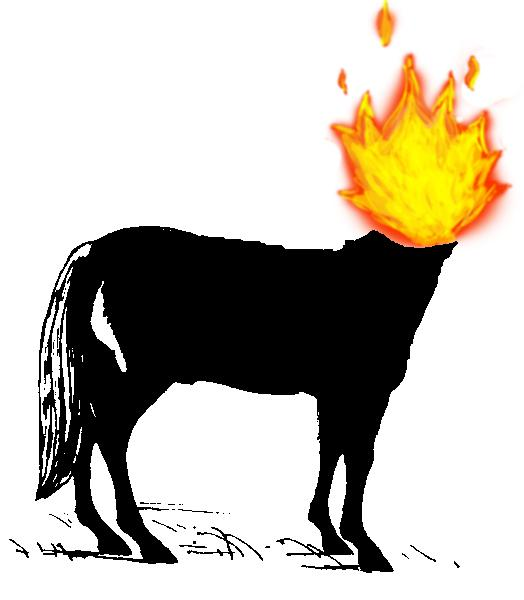
Representação artística da mula sem cabeça

Mula sem cabeça é um personagem do folclore brasileiro.